# Parlement cavalier

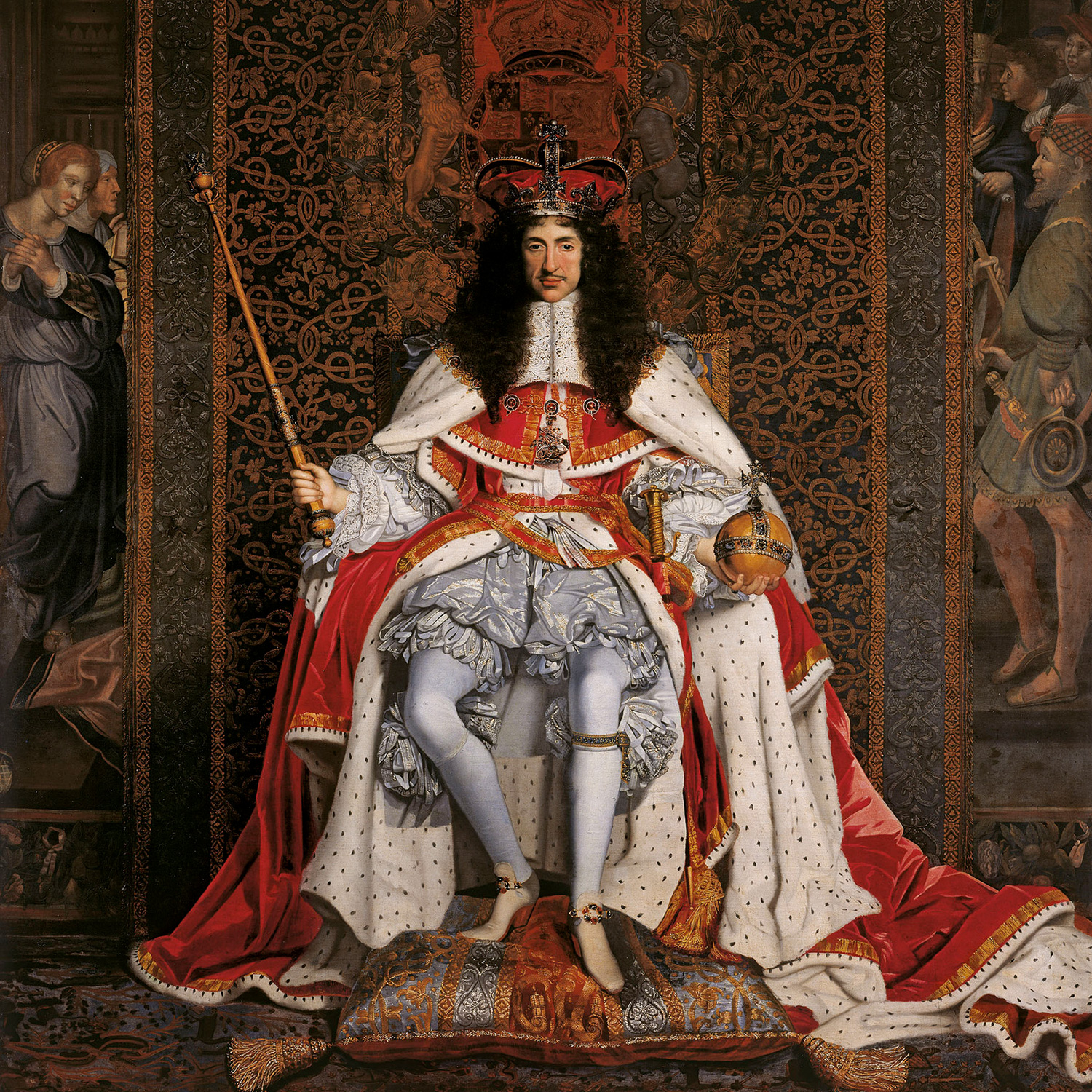
Le roi Charles II d'Angleterre, v. 1661–1662, avec sa robe parlementaire, comme il l'aurait vêtu à l'ouverture des sessions du Parlement Cavalier.

Le Parlement cavalier (Cavalier Parliament) d'Angleterre a duré du 8 mai 1661 jusqu'au 24 janvier 1679. Il est le plus long des parlements anglais, qui a duré près de 18 ans du règne d'un quart de siècle de Charles II d'Angleterre. Comme son prédécesseur, le Parlement de la Convention, il était en majorité royaliste et est également connu sous le nom de Parlement des retraités pour les nombreuses pensions accordées aux fidèles du roi.